# Cá bạc đầu
Cá bạc đầu hay còn gọi là cá sóc (danh pháp khoa học: Aplocheilus panchax) là một loại cá cảnh trong dòng cá Killi, chúng được gọi là cá bạc đầu vì rên đầu có một cái chấm sáng.

## Phân bố
Chúng phân bố ở châu Á như Ấn Độ, Pakistan, Bangladesh, Myanmar, Indonesia, Malaysia, Thái Lan, Campuchia, Việt Nam. Tuy không thật sự sặc sỡ và ít được nuôi cảnh trước đây, nhưng gần đây khi phong trào nuôi cá cảnh phổ biến hơn người ta đã dần chú ý đến chúng. Và hiện nay chúng đã được khai thác để làm thương mại.

## Đặc điểm
Kích thước cá lớn nhất khoảng 4 cm. Con trống có màu óng ánh rất đẹp, vi trên có chấm đen trắng và vi dưới có viền đỏ cam, vi đuôi có chấm màu và viền trắng. Con mái nhạt màu hơn vi đuôi không có viền trắng. Vi lưng có chấm đen trắng đôi khi thêm màu cam. Chúng có thể sống được ở chỗ nước bị ô nhiễm và nhiệt độ từ 20-45oC. Loại cá này đẻ trứng bằng miệng được tìm thấy ở Tiểu Ấn, Indonesia, Malaysia và Srilanka. Chúng có mặt ở tại các cánh đồng, mương nước, rãnh nước và diệt bọ gậy muỗi rất hiệu quả. 

## Tập tính
Chúng sống được ở nhiệt độ 22-30, đôi khi chúng còn chịu được cao hơn rất nhiều ở những vũng nước tù đọng ngoài đồng ruộng. Thích sống bầy đàn, đẻ trứng mỗi lần khoảng 200-300, gặp môi trường mát trứng sẽ nở. Là loài ăn tạp, khá dễ nuôi, thường sống tầng mặt và tầng giữa, tuy nhiên để kiếm mồi chúng vẫn hay xuống cả tầng đáy. Cá đẻ trứng lên giá thể cây thủy sinh, trứng nở sau 11–15 ngày. Cá ăn côn trùng nhỏ, cung quăng, thức ăn viên dạng nổi, cá khỏe, dễ nuôi, môi trường nước trong và mềm, ngọt hoặc lợ.